# Cojoc
Il cojoc è un tipico indumento invernale della tradizione rumena.
È prodotto a partire da un vello di pecora, con la lana rivolta all'interno, e spesso decorato con ricami all'esterno.
È citato nella leggenda di Baba Dochia.